# Муравицьке городище

Муравицьке городище — залишки давньоруської фортеці (городища) на річці Ікві в Рівненській області. Пам’ятка археології (2 тис. – 10 ст. до н.е., 9 – 13 ст.).

## Розташування
Городище розташоване на правому березі річки Іква. Муравицьке городище знаходиться в північно-західній частині селища Млинів. Ріка Іква робить тут вигин, в східній частині якого знаходилось село Муравиця.
Для побудови давньої фортеці використали природний останець заввишки 6-8 м у долині правого берега Ікви, в місці впадіння в неї невеликої річки. Городище це складається з двох частин. В південно-західній частині останця знаходиться невелике укріплення неправильної округлої форми розмірами 25 х 35 м, загальною площею 1200 м2. Другий майданчик значно більший, він чотирикутний у плані, розмірами 85 х 85 м, загальною площею 7200 м².

## Опис
Муравиця належить до типу містечок, що, частково занепавши у період Київської Русі, перестають відігравати домінуючу роль у своєму регіоні та фактично прирівнюються до селищ, але вже у литовсько-польську добу знову отримують статус містечок.
Як результат, 6 червня 1558 р. – найдавніша згадка про містечко Муравицю литовсько-польської доби. Тоді княгиня Катерина Вишневецька передає своєму чоловіку Григорієві Ходкевичу містечко Муравицю. Крім того, мають місце згадки в документах за 1559, 1563, 1564, 1568 роки, а також є відомості про те, що Муравицю внесено до поборових реєстрів 70-80-х років XVI ст. та подимного реєстру 1629 р. Про те, що тут було не просто пересічне містечко, свідчить наявність передмістя. Тобто можна зробити висновок, що свого часу тут функціонував цілком потужний замок, котрий міг взяти під захист не тільки жителів містечка, а й округи. На користь цього може свідчити той факт, що в середині XVI ст. містечко Муравиця отримує право проводити щорічний ярмарок.
В XVI ст. Муравиця була містечком, в якому нараховувалося 193 будинки, тут щорічно проводились ярмарки. В роки Визвольної війни українського народу під проводом Богдана Хмельницького у 1648 р. маєток Муравицю було зруйновано. З того часу життя на території городища не відновлювалося. При характеристиці археологічного комплексу основний акцент було зроблено на матеріали експедицій 1976-1980 років під керівництвом Нікольченка Ю. М. Серед кераміки розглядуваного періоду зафіксовано значну кількість фрагментів посуду післямонгольського періоду.

## Дослідження
Археологічно містечко (замок) досліджувалось ще з початку XX ст. –  короткі відомості про це містяться в Археологічній карті Волинської губернії, яку підготував Антонович В. Б. Перше детальне обстеження пам’ятки було проведено у 1960 р. Раппопортом П. О. Тоді ж було складено план городища, перевірено шурфами культурний шар, який має потужність 1,9 - 2,0 м. Перші розкопки у 1965 р. здійснив Свєшніков І.К.
З 1976 р. розкопки Муравиці продовжено експедицією Нікольченка Ю. М. (експедиція проводилась у 1976-1980 роках). У 1982, 1984, 1985 роках розкопки проводилися експедицією під керівництвом Прищепи Б. А.

## Галерея

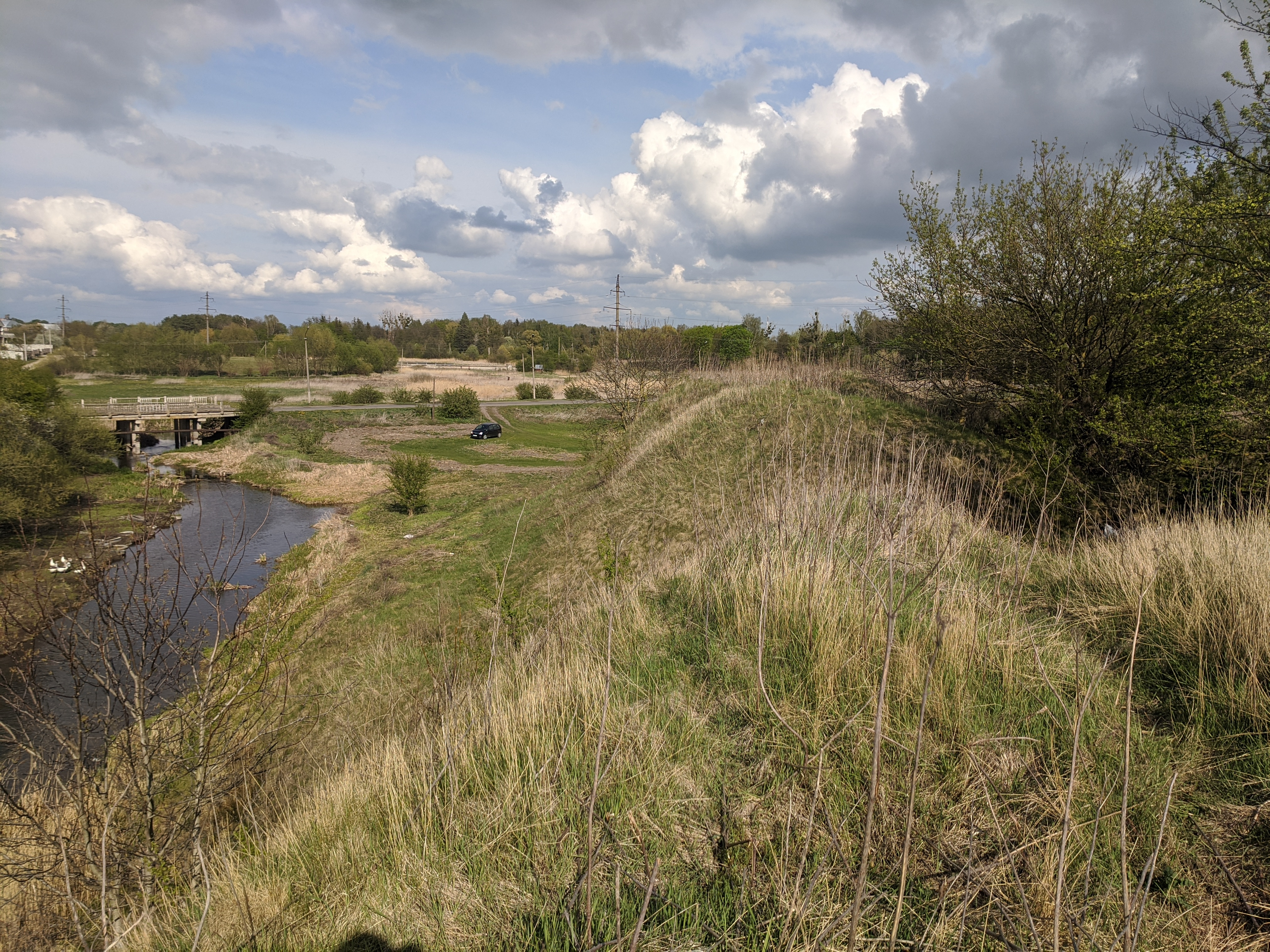
Панорама з Муравицького городища
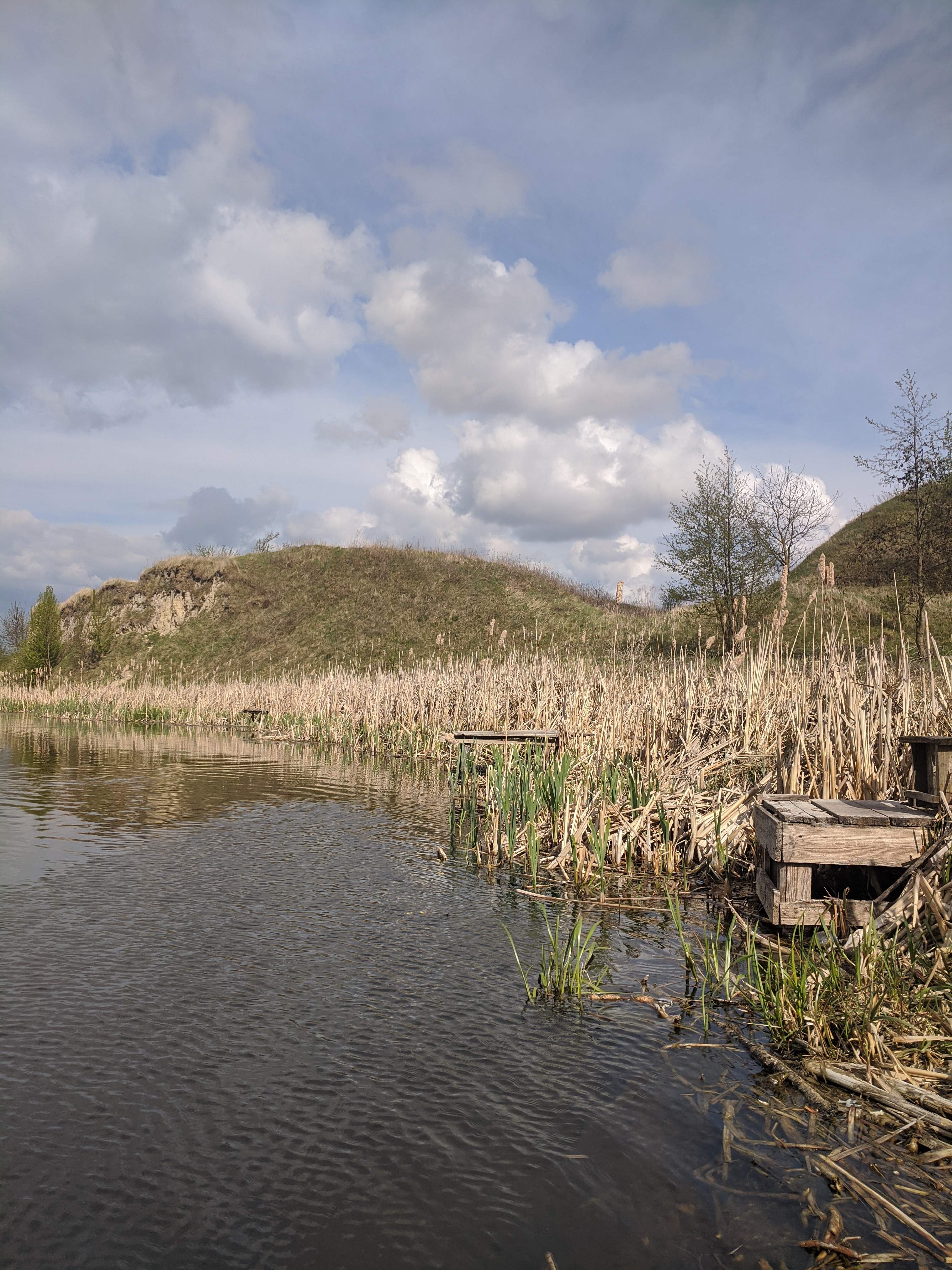
Один з пагорбів городища, на передньому плані - р. Іква